# Fülekpilis
Fülekpilis (szlovákul: Pleš) község Szlovákiában, a Besztercebányai kerületben, a Losonci járásban. A Novohrad-Nógrád UNESCO Globális Geopark települése. 

## Fekvése
Fülektől közúton 19, légvonalban 7 km-re délnyugatra fekszik a magyarországi Karancsberény közvetlen északi szomszédságában.

## Története
A falu területén a korai bronzkor településének temetőjét találták meg.
Fülekpilist 1246-ban Pelys alakban említik először. A Zách család birtoka, majd 1319-tól a Szécsényieké. Templomát 1397-ben szentelték fel. Lakói a 16. század közepén reformátusok lettek, katolikus plébániáját csak 1796-ban alapították újra. 1554 és 1594 között a török hódoltsághoz tartozott. 1828-ban 64 házában 578 lakos élt, akik főként mezőgazdasággal foglalkoztak. A 19. században a Török család volt a legnagyobb birtokosa.
Vályi András szerint "PILIS. Magyar falu Nógrád Vármegyében, földes Urai Darvas, és több Uraságok, lakosai katolikusok, és másfélék, fekszik Raphoz nem meszsze, melynek filiája, határja olly minéműségű, mint Bisztriczkáé, első osztálybéli." 
Fényes Elek szerint "Pilis, magyar falu, Nógrád vmegyében, 541 kath., 6 evang. lak. Kath. paroch. templom. Határa hegyes, meredek, s nem igen termékeny. F. u. Vattay, Battik, Básthy s m. t. Ut. p. Losoncz." 
A trianoni békeszerződésig területe Nógrád vármegye Losonci járásához tartozott. Mezőgazdasági jellegét később is megőrizte. 1938 és 1944 között újra Magyarország része.

## Népessége
| Év:            | 1994. | 2004.   | 2014.   | 2024.    |
| -------------- | ----- | ------- | ------- | -------- |
| Emberek száma: | 223   | 235     | 223     | 185      |
| Eltérés:       |       | +5,38 % | -5,10 % | -17,04 % |

| Év:            | 2023. | 2024.   |
| -------------- | ----- | ------- |
| Emberek száma: | 188   | 185     |
| Eltérés:       |       | -1,59 % |

1910-ben 558 lakosából 533 magyar és 22 szlovák anyanyelvű volt.
1941-ben 868 lakosából 422 magyar és 442 szlovák volt.
2001-ben 224 lakosából 115 magyar és 106 szlovák volt.
2011-ben 218 lakosából 104 szlovák, 83 magyar és 25 cigány volt.
2021-ben 191 lakosából 53 (+1) magyar, 130 (+1) szlovák, (+3) cigány, (+1) ruszin, 2 egyéb és 6 ismeretlen nemzetiségű volt.

## Neves személyek
- Itt született 1910. október 6-án Bencsik István magyar középiskolai és egyetemi tanár, politikus († 1998)

## Nevezetességei
- Szent Péter és Pál apostolok tiszteletére szentelt római katolikus temploma 1830-ban épült.